# Жигрський Врх
Жигрський Врх (словен. Žigrski Vrh) — поселення в общині Севниця, Споднєпосавський регіон, Словенія. Висота над рівнем моря: 305,1 м.